# Simopteryx subflavata
Simopteryx subflavata là một loài bướm đêm trong họ Geometridae.